# دومزدی (کمیک)
دومزدِی (به انگلیسی: Doomsday) یک شخصیت خیالی ابرشرور در کتاب‌های کامیک آمریکایی منتشر شده توسط دی‌سی کامیکس است که بیشتر به عنوان دشمن شخصیت ابرقهرمان سوپرمن و لیگ عدالت انگاشته می‌شود. شخصیت دومزدی توسط نویسنده و طراح دن جرگنز آفریده شده است؛ که برای نخستین بار حضوری تک‌جلوه در شمارهٔ ۱۷ از مجموعه کتاب کمیک سوپرمن: مرد پولادین (نوامبر ۱۹۹۲) داشت، قبل از اینکه به‌طور کامل در شمارهٔ ۱۸ از سوپرمن: مرد پولادین (دسامبر ۱۹۹۲) معرفی شود.
او بیشتر به عنوان قاتل سوپرمن در خط داستانی مرگ و بازگشت سوپرمن شناخته شده است. دومزدی یک بهیموث ظاهراً توقف ناپذیر از اعماق سیارهٔ پیش از تاریخ کریپتون است که جسم وی برای از میان بردن و چیرگی بر هر چیز یا هر کسی سازگار شده است. چون فیزیولوژی ویژه ای دارد، هر بار که نابود می‌شود، دوباره به زندگی بازمی‌گردد و در برابر هر عاملی که او را کشته است ایمن می‌شود.
شخصیت دومزدِی در فیلم بتمن در برابر سوپرمن: طلوع عدالت (۲۰۱۶) حضور دارد که توسط رابین اتکین داونز صداپیشگی و ضبط حرکت شده است.

## توانایی‌ها و قدرت‌ها
دومزدی از طریق فرایند شبیه‌سازی یک نوزاد آفریده شده است که بارها و بارها بدست یکی از خطرناک‌ترین گونه‌های زیستی جهان، و در یکی از خشن‌ترین و زننده‌ترین زیستگاه‌های موجود در گیتی، یعنی کریپتون پیش از تاریخ تکامل یافته است. برای همین، هر بار که از میان می‌رفت، دوباره به زندگی بازمی‌گشت و تقریباً در برابر عاملی که او را نابود کرده بود، آسیب‌ناپذیر می‌شد. همه بدن او مانند یک ساختار دفاعی می‌ماند که هر چه بیشتر آسیب می‌بیند، مستحکم‌تر و مسلح‌تر می‌شود.
دومزدِی دارای توان، سرعت و ایستادگی ابرانسانی بسیار زیادی است. او به اندازه‌ای توانمند است که می‌تواند بر تمام اعضای ابر انسانی لیگ عدالت، حتی با وجود سوپرمن و اوریون پیروز شود. او با کمترین کوشش توانست دست چپ سوپرمن را بشکند، توانا به در هم شکستن سازه‌های انرژی اکثر گرین لانترن با حداقل توان بود، و همچنین به صورت ناخودآگاه در مبارزه‌ای بر دارک‌ساید، فرمانروای سیارهٔ آپوکالیپس چیرگی یافت. تقریباً بیشتر کسانی که او را به مبارزه طلبیدن، جان خود را از دست داده‌اند. در نهایت این بدین معنی است که او به آسانی توانا به جابه‌جایی وزن ۱۰۰ تن می‌باشد که این مسئله او را از لحاظ جسمانی به یکی از نیرومندترین آفریدگان دنیای دی‌سی تبدیل کرده است. به نظر می‌رسد او دارای استقامتی پایان‌ناپذیر است و در مبارزه با سوپرمن که یک روز کامل به طول انجامید، ذره‌ای آهسته نشد. سرعت و چابکی دومزدِی نیز با توجه به اندازهٔ بزرگش بسیار غیرمنتظره و نامتناسب است، و در این زمینه توانا به ارزیابی با سوپرمن است، و حتی یکبار توانست فلش را در حال جنبش بگیرد.
دومزدِی همچنین دارای عامل زوددرمانی بسیار بالایی است که به او اجازهٔ ترمیم و حتی بازسازی بیشتر آسیب‌های وارده به بدنش در درنگی را می‌دهد. او تقریباً به‌طور کامل در برابر تمام انواع آسیب‌های فیزیکی و روانی مقاوم است، برای مثال: گلوله بر رویش هیچ اثری ندارد، راکت، لیزر و بمب حتی یک خراش بر روی بدنش بر جای نمی‌گذارد، و انرژی ولتاژ بالا نیز توانا به نفوذ در بدن محکم او نیست. او از دیدگاه جسمانی نیز توانا به ایستادگی در برابر ضربه‌های شخصیت‌های توانمدی همچون سوپرمن، ماکسیما، زن شگفت‌انگیز و مارشن من‌هانتر بوده است. او به دلیل زادگاهش سیاره کریپتون، و همانند سوپرمن در برابر مادهٔ خیالی کریپتونایت سبز رنگ آسیب‌پذیر بود، اما پس از رؤیایی با آن، بر این ضعف خود نیز چیره شد.
او توانایی زنده ماندن در فضا و حتی مجاورت مستقیم با خلأ فضا، پیچاب و کرم‌چاله را دارد، و نیازی به اکسیژن، خواب، آب یا هر نوع تغذیه‌ای برای زیست ندارد.
او نمی‌تواند پرواز کند، ولی با توجه به عضلات بسیار قوی و متراکم در پاهایش، می‌تواند با یک جهش مایل‌ها را طی کند. سوپرمن در نخستین مبارزه خود با دومزدی از این توانایی به نفع خود استفاده کرد و کوشید تا جای ممکن او را در هوا نگاه دارد.